# 匈牙利湯
匈牙利汤（匈牙利語：Gulyás，發音：[ˈɡujaːʃ] ⓘ）又译古拉希、古拉什、土豆烧牛肉、匈牙利燉牛肉、古亚士，是一种以肉和蔬菜为主料並加入甜椒粉，具甜味的汤或者浓汤。
匈牙利汤最初是匈牙利草原马扎尔牧民的传统饮食，起源于公元9世纪，现亦成为从波罗的海到黑海周边，东欧、中欧很多国家在内的广大地区的日常饮食之一。其名称Gulyás一词原本意为“放牛的人”，匈牙利汤则被称作“gulyáshús”（意為「牧牛人烹制的肉」），如今gulyás一词既指牧牛人，也指这种匈牙利汤。